# Елегија
Елегијом су стари Грци називали песму различне садржине, али испевану у дистиху састављеном из хексаметра и пентаметра. У почетку певана уз пратњу фруле, ова песма је обуxватала најразличитије теме: патриотске, моралне, филозофске, политичке, ратничке, митолошке (код Калина, Тиртеја, Архилоха, Теогнида, Фокилида, Ксенофана, Симонида, Солона). Код Теогнида имала је и тужбалачки тон, а код Архилоха је била и израз снажног осећања. У изразиту љубавну песму, у којој су присутни пролазност и смрт, први пут ју је претворио Мимнермо, грчки песник с краја 7. века п.н.е. Као љубавну песму неговали су је и александријски песници (Калимах, између осталих).

## Средњи век
У средњовековној европској књижевности - изузимајући паганске елегије и неке песме минезенгера - није имала крупнијих домета. У новијој европској књижевности, од хуманизма наовамо, имала је низ угледних представника, то су били : Вијон, Ронсар, Милтон, Јанг, Греј, Шеније, Клопшток, Гете, Шилер, Хелдерлин, Новалис, Шели, Тенисон, Пушкин, Љермонтов, Хименс, Рилке и наш Војислав Илић. После античких времена, како је приметио Вилперт, више се одликовала нежним и сетним расположењем него метричком формом. Као песма нежних и сетних расположења у којој долази до туге због растанка, сећања, јадиковања, доживела је највећи процват у доба романтизма. У том виду без одређене метричке форме остала је да живи до данас, често се приближујући идили, чак и дидактичној и шаљивој песми.